# Zsombor Piros
Zsombor Piros (ur. 13 października 1999 w Budapeszcie) – węgierski tenisista, reprezentant kraju w Pucharze Davisa.

## Kariera tenisowa
Startując w grze podwójnej juniorów, Zsombor Piros w 2017 roku zwyciężył w turnieju gry pojedynczej podczas Australian Open. W meczu mistrzowskim pokonał Jiszaja Oljela 4:6, 6:4, 6:3. Razem z Nicolą Kuhnem triumfował też w zawodach deblowych na French Open w tym samym roku. Debel pokonał w finale Vasila Kirkova i Danny’ego Thomasa 6:4, 6:4.
Piros od 2018 roku reprezentuje Węgry w rozgrywkach Pucharu Davisa.
W rankingu gry pojedynczej najwyżej był na 138. miejscu (10 października 2022), a w klasyfikacji gry podwójnej na 991. pozycji (8 sierpnia 2022). 4 września 2017 awansował na trzecie miejsce rankingu juniorskiego.

### Finały juniorskich turniejów wielkoszlemowych

#### Gra pojedyncza
| Końcowy wynik | Nr | Data             | Turniej                    | Nawierzchnia | Przeciwnik   | Wynik finału  |
| ------------- | -- | ---------------- | -------------------------- | ------------ | ------------ | ------------- |
| Zwycięzca     | 1. | 28 stycznia 2017 | Australian Open, Melbourne | Twarda       | Jiszaj Oljel | 4:6, 6:4, 6:3 |

#### Gra podwójna
| Końcowy wynik | Nr | Data            | Turniej            | Nawierzchnia | Partner     | Przeciwnicy               | Wynik finału |
| ------------- | -- | --------------- | ------------------ | ------------ | ----------- | ------------------------- | ------------ |
| Zwycięzca     | 1. | 10 czerwca 2017 | French Open, Paryż | Ceglana      | Nicola Kuhn | Vasil Kirkov Danny Thomas | 6:4, 6:4     |